# Mastrus longulus
Mastrus longulus är en stekelart som beskrevs av Horstmann 1990. Mastrus longulus ingår i släktet Mastrus och familjen brokparasitsteklar. Inga underarter finns listade i Catalogue of Life.